# Antrain

Antrain este o comună în departamentul Ille-et-Vilaine, Franța. În 1 ianuarie 2018 avea o populație de 1.289 de locuitori.